# Wilhelm Voigt
Friedrich Wilhelm Voigt (13. února 1849, Tylže — 3. ledna 1922, Lucemburk) byl německý švec, který se proslavil jako hejtman z Kopníku. Od celé události je také odvozen termín kopnikiáda.

## Hejtmanem z Kopníku

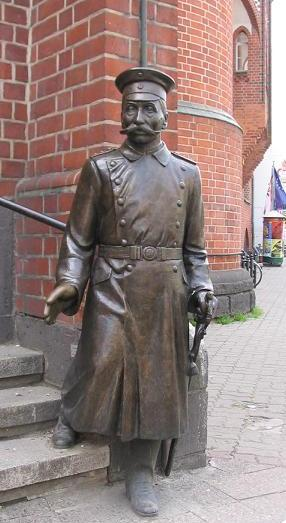
Voigtova socha před kopnickou radnicí

Voigt se vyučil obuvníkem, ale více než řemeslu se věnoval drobným krádežím a podvodům, za které strávil ve věznicích více než čtvrt století. Po odpykání posledního trestu v únoru 1906 si našel práci v berlínské továrně na boty, ale jako recidivista nedostal povolení k pobytu v hlavním městě. Svoji bezvýchodnou existenční situaci se rozhodl vyřešit svérázně. Sehnal si v různých půjčovnách části důstojnické uniformy a 16. října 1906 v tomto převleku naverboval na berlínské ulici skupinu vojáků, kterým poručil, aby s ním odjeli vlakem do Köpenicku (česky Kopník, tehdy samostatné městečko, dnes předměstí Berlína). Zde skupina obsadila místní radnici a Voigt přítomnému vedení města sdělil, že dostal pověření z nejvyšších kruhů, aby prošetřil podezření ze zpronevěry obecních peněz. Úředníci se neodvážili ozbrojencům odporovat, vydali falešnému důstojníkovi veškerou hotovost z městské pokladny a nechali se odvést eskortou. Voigt tak získal více než čtyři tisíce říšských marek, s nimiž bez překážek odjel zpátky do Berlína.
Hejtman z Kopníku byl zatčen teprve po deseti dnech. Když vyšlo najevo, jak oklamal kopnícké radní, vzbudil případ celosvětovou pozornost a byl uváděn jako příklad slepé poslušnosti vůči autoritám, charakteristické pro militaristické císařské Německo. Voigt byl odsouzen ke čtyřem letům vězení, ale v srpnu 1908 mu udělil císař Vilém II. Pruský milost. Po propuštění uspořádal Voigt řadu besed, na kterých za tučný honorář bavil publikum líčením své kopníkiády. S takto získaným majetkem se usídlil v roce 1909 v Lucembursku, ale v nejisté době po první světové válce o všechno přišel a zemřel v bídě a zapomnění ve věku 72 let.
Na motivy aféry vzniklo už bezprostředně po události několik divadelních her, hudebních šlágrů a událost byla i několikrát zfilmována. Zřejmě poprvé už v roce 1926. Nejslavnějším uměleckým zpracováním se však stala až divadelní hra Carla Zuckmayera Hejtman z Kopníku z roku 1931. Zuckmayerova verze příběhu byla i několikrát zfilmována. Poprvé už v roce 1931. Nejznámější verzí je však film z roku 1956 (režie Helmut Käutner, v hlavní roli Heinz Rühmann). V osmdesátých letech měl adaptaci této kry na repertoáru Činoherní klub, Voigta hrál Petr Nárožný.